# Agglomération de recensement de Shawinigan

L'agglomération de recensement de Shawinigan en 2011

L'agglomération de recensement de Shawinigan est une entité géostatistique définie par Statistique Canada qui est formée de la ville Shawinigan, de Saint-Boniface et anciennement de Saint-Roch-de-Mékinac.

## Démographie
Lors du recensement de 2011, la population de l'agglomération de recensement de Shawinigan était de 55 009 habitants, répartis sur une superficie de 987,14 km2.
Lors du recensement de 2016, la population de l’agglomération de recensement de Shawinigan était de 54 181 habitants, ce qui représentait une baisse de -0.6% comparativement à 2011. Il y avait 26 336 logements privés, ce qui représentait une augmentation de 1.5% comparativement à 2011. Ils étaient maintenant répartis sur une superficie de 848,38 km2, ce qui plaçait l’agglomération de recensement de Shawinigan à une densité de 64,2 personnes au kilomètre carré.